# Jan Zamoyski (zm. 1618)
Jan Zamoyski  z Zamościa herbu Jelita (ur.  ok. 1570, zm. w 1618 roku) – rotmistrz królewski, przełożony straży kresowej 1588, strażnik koronny 1600, kasztelan chełmski, 1604–1613, krewny kanclerza Jana Zamoyskiego.

## Życiorys
Urodził się w rodzinie Jana Zamoyskiego i Gorzkowskiej.
Miał braci; Wacława Zamoyskiego (zm. 1650) – męża Zofii Pszońskiej i Stanisława Zamoyskiego (bezpotomnego).
Poślubił  ok. 1592 r. ks. Annę Wiśniowiecką – córkę księcia  Konstantego Wiśniowieckiego – dworzanina królewskiego i starosty żytomierskiego. Z tego małżeństwa miał pięciu synów i córkę. 
Jego syn Jerzy Zamoyski dwa razy brał ślub; pierwszy, z Dymidecką i następnie z Telefusową.
Drugi  syn Jan Chryzostom Zamoyski (zm. 1 stycznia 1655 w Biłgoraju), został biskupem przemyskim (1650) i łuckim (1654), który konsekrował kościół św. Tomasza w Zamościu.
Jako senator brał udział w sejmach: 1609, 1613 (II) i 1615 roku.
Walczył zwycięsko z napadającymi na Polskę Tatarami. Zginął  w walce z nimi  w 1618 roku.

## Źródła;
- Kasper Niesiecki, Jan Nepomucen Bobrowicz; Herbarz polski Kaspra Niesieckiego S.J. s.70

- Leszek Podhorodecki, Stanisław Żółkiewski, 1988, s. 311